# Gammablixt

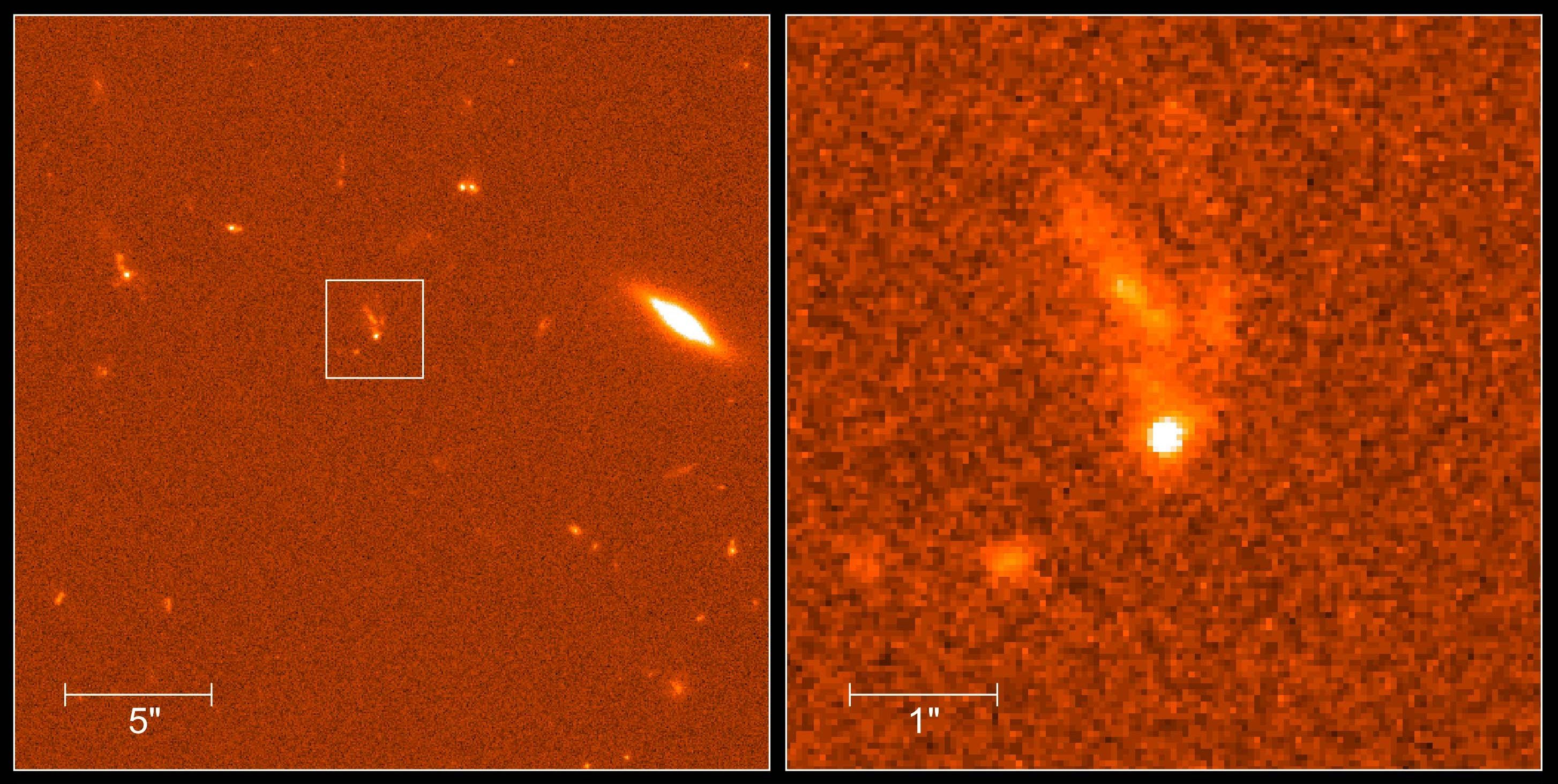
Gammablixtkällan GRB990123

En gammablixt, även kallad GRB (av engelskans gamma-ray burst), är ett kort men oerhört kraftfullt utbrott av gammastrålning från en plats i universum. Blixtarna identifieras med beteckningen GRB plus upptäcktsdatum (år månad dag) och ibland en bokstav. Utbrotten klassificeras i korta blixtar (som varar upp till två sekunder) och långa blixtar (som kan vara upp till 100 sekunder). Den tänkta himlakropp som utbrottet kom från har tidigare refererats som gammaburster, men kallas med avseende på den ursprungliga källan för gammablixtföregångare. 
Utbrotten inträffar omkring en gång per dag i det observerbara universum och förekommer i alla riktningar och inte i galaxplanet som först förväntades. Detta visar att de inte har med Vintergatan att göra. Gammablixtar är de våldsammaste fenomen vi känner till i universum. De är så kraftfulla att de från jorden sett totalt dominerar över alla andra gammastrålande objekt så länge utbrottet varar, inkluderande solen och hela galaxer. Den totala energimängden som frigörs i en gammablixt är av samma storleksordning som den från en supernova, men det sker på några sekunder istället för under några månader som för en supernova. Den största delen av energin avges i form av neutriner och gravitationsvågor, men den strålning som detekterats hittills är gammastrålning i olika frekvensband.
Man har på senare år med hjälp av specialkonstruerade satellitobservatorier lyckats identifiera vissa GRB:er med synliga objekt. Dessa har visat att de ligger på kosmologiska avstånd, det vill säga på skalan miljarder ljusår från oss.
Den nuvarande tolkningen av de långa gammablixtarna är att de inträffar i samband med en så kallad hypernova, när en mycket tung och mycket het stjärna blir en supernova och kollapsar så att ett svart hål bildas i dess inre. Detta leder till att resten av stjärnans material kastas ut med hög hastighet, varvid en enorm mängd gammastrålning alstras.

## Historik
Den första gången en gammablixt observerades var den 2 juli 1967. De amerikanska militära satelliterna Vela 4A och 4B, som byggts för att leta efter gammastrålning från sovjetiska kärnvapenprov, detekterade en distinkt signal som inte kunde komma från kärnvapenprov. Man detekterade därefter ytterligare femton gammablixtar med nya satelliter i Velaprogrammet. Dessa resultat publicerades inte förrän 1973, då jakten på en förklaring av fenomenet kunde börja.
Många spekulationer om gammablixtarnas ursprung utgick från att källorna var relativt närliggande - inom vår egen galax. BATSE-instrumentet på satelliten Compton Gamma Ray Observatory, som sköts upp 1991, visade dock att gammablixtarna inte ligger i galaxplanet, utan de såg ut att komma från slumpartade platser i hela universum. Detta gav stöd åt teorin att gammablixtarna kommer från mycket stora avstånd.
Eftersom blixtarna är kortvariga, var det mycket svårt att få syn på källorna. Blixtarna kunde detekteras, men riktningen kunde inte avgöras särskilt bra. Därför förblev källorna dolda ända till 1997, då BeppoSAX, en satellit i ett nederländskt och italienskt samarbete, upptäckte gammablixten GRB 970228 och snabbt vände instrumentet i den riktningen. Eftersom det nu var känt exakt var gammablixten kom från, kunde andra teleskop pekas i den riktningen. Information från denna gammablixt ledde till att avståndsfrågan avgjordes en gång för alla - gammablixtar är mycket avlägsna och kommer från andra galaxer. 
1998 upptäcktes att gammablixten GRB 980425 och supernovan SN 1998bw antagligen var samma fenomen, vilket gav stöd åt kopplingen mellan gammablixtar och supernovor. Ett forskarteam under ledning av Jens Hjorth och medverkan av Jesper Sollerman vid DARK Cosmology Center, Niels Bohr Institutet, Köpenhamns universitet observerade 29 mars 2003 en av de hittills kraftigaste gammablixtarna genom det gigantiska teleskopet VLT. De lyckades studera gammablixten i detalj och såg att den hade en tydlig karaktär av osedvanligt energirik supernova. Det blev det slutgiltiga belägget att gammablixtar och supernovor hör ihop. 
Två år senare, den 9 maj 2005 lyckades forskarteamet vid DARK Cosmology Center observera ännu en gammablixt, denna gång en kort blixt. De märkte att det inte fanns några supernovor i närheten vid blixtens ursprung. Endast två månader senare, 9 juli 2005, upptäckte gruppen ännu en kort gammablixt och inte heller denna gång kom den från en supernova, utan från en galax 2,5 miljarder ljusår bort. Man har därmed kunnat slå fast att de korta blixtarna har ett annat ursprung än de långa.
I mars 2008 upptäcktes den dittills kraftigaste gammablixten, GRB 080319B, vars efterglöd till och med kunde ses med blotta ögat under en halv minut, trots att avståndet uppmättes till hela 7,5 Gly (miljarder ljusår). GRB 090423 blev det hittills mest avlägsna objektet i universum med 13 Gly.
År 2011 observerades en gammablixt, GRB 110328A, som inte liknande någon som tidigare observerats. Gammastrålningen varade cirka två dygn och antas bero på att en stjärna slitits sönder av ett supermassivt svart hål.
I november 2013 släppte NASA detaljerade uppgifter om den extremt kraftiga gammablixten GRB 130427A som hade observerats den 27 april samma år. Under flera sekunder var strålningen så intensiv att detektorns på satellitobservatoriet Fermi mätgräns överskreds. Spektakulärt var även denna gång att gammastrålningen fortsatte i över ett dygn.
I november 2019 rapporterade astronomer ett anmärkningsvärt utbrott av gammastrålning, benämnt GRB 190114C, som först observerades den 14 januari 2019 och som har fastställts ha haft den hittills högsta fotonenergin, 1 teraelektronvolt (TeV), som någonsin har observerats för en kosmisk händelse.

## Gammablixtarnas ursprung

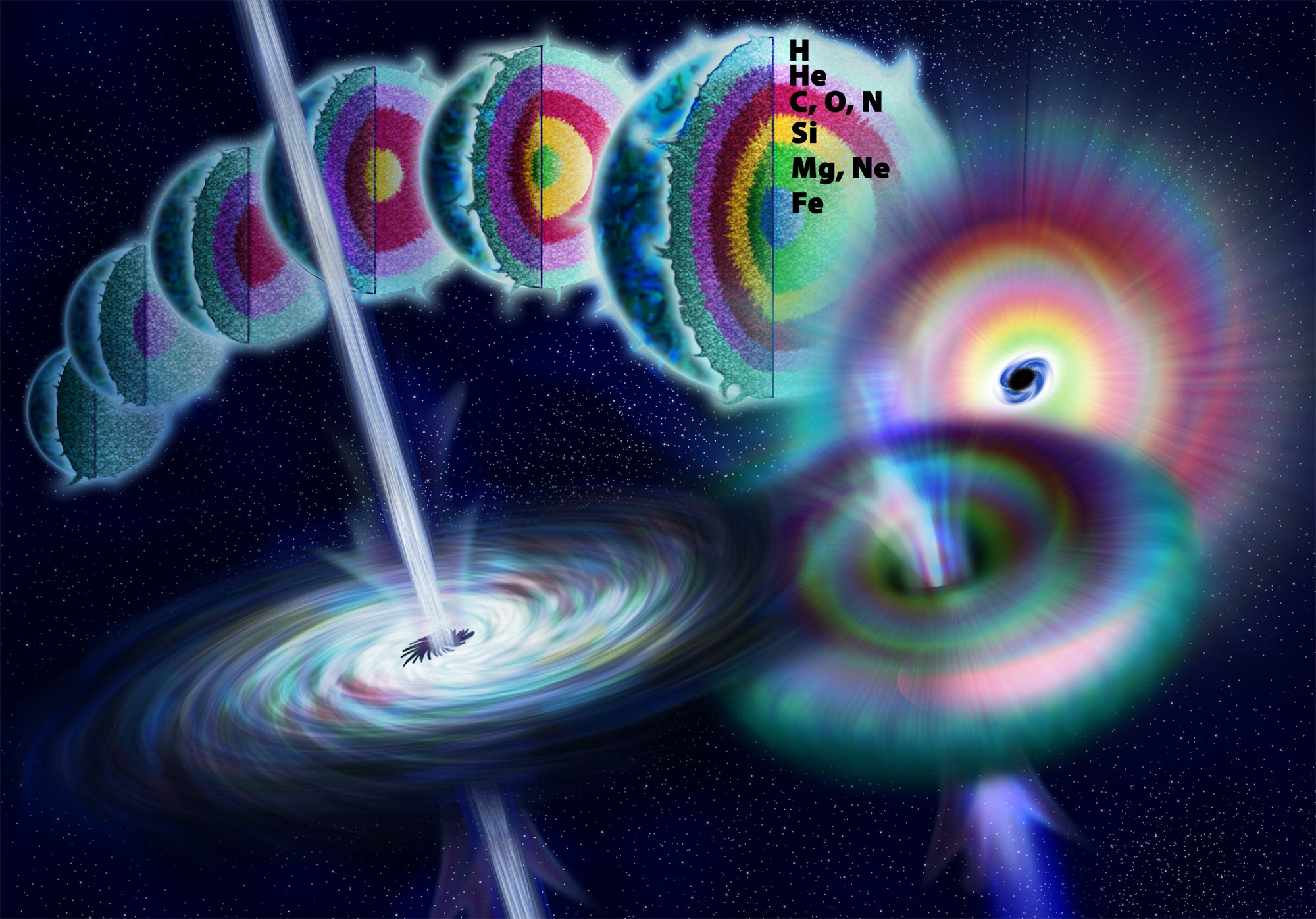
Ett av gammablixtens möjliga ursprung

Det finns en princip (kausalitet) som säger att en strålning som ändrar sig med tiden måste ha en källa som inte är större än ändringstiden gånger ljushastigheten, eftersom den påverkan som skapar ändringen inte kan överföras inom källan annars. Storleken på källan för gammablixtar måste därför vara av stjärnstorlek eller mindre, och för korta blixtar klart mindre. Astronomer menar att det rör sig om olika ursprung för de korta och långa blixtarna.
De långa blixtarna anses komma från stjärnkollapser av supernova-typ, så kallade kollapsarer, då ett svart hål bildas av den kollapsande stjärnans kärna. Det av stjärnans material som kastas ut i supernovan bildar ett mycket snabbt utåtgående skal. Gammastrålarna avges troligen som synkrotronstrålning och invers Comptonspridning, som skickas i smala strålar längs med stjärnans rotationsaxlar (nord- och sydpolerna). Man har beräknat att det utåtgående materialet måste röra sig med relativistiska hastigheter nära ljusets; det måste ha en gammafaktor på minst 100. Det är de snabbaste hastigheterna man känner till för makroskopiska mängder material någonstans i universum. Hela processen är dock mycket komplicerad och några klara belägg för hur mekanismen fungerar finns ännu inte. Supernovor inträffar normalt i områden med kraftig bildning av nya stjärnor, eftersom så stora stjärnor har en livslängd på några miljoner år, och de har inte hunnit flytta sig förhållandevis långt på den tiden. Det stämmer också med läget för långa gammablixtar.
Gammablixtar är mycket mer sällsynta per galax än supernovor, vilket beror dels på de smala strålarna, som måste peka i vår riktning för att upptäckas, dels på att endast ovanligt stora supernovor ger upphov till gammablixtar. Å andra sidan syns de mycket väl, om de inträffar och har rätt riktning. 
Den största sannolikheten för de korta gammablixtarnas ursprung är att två neutronstjärnor kretsar runt varandra snabbare och snabbare för att sedan kollidera i en kraftig explosion som skapar en enorm energiurladdning i form av en gammablixt. Kvar av neutronstjärnorna blir endast ett ännu kompaktare objekt. De korta gammablixtarna inträffar normalt inte i gasmoln med kraftig bildning av stjärnor, men de kan inträffa i galaxer som inte längre bildar mycket stjärnor. Det antas bero på att neutronstjärnorna är gamla och hunnit flytta sig. Det tar lång tid för ett par av neutronstjärnor att närma sig varann.

### Mekanismer
Den första strålningspulsen, själva “blixten”, antas bero på processer inuti själva jetstrålen, t.ex. termisk strålning eller kollisioner som inträffar när olika delar av strålen inte har samma fart. När materialet i jetstrålen sedan krockar med omkringliggande materia, bildas strålning som sakta falnar, allteftersom jetstrålen bromsas in. Runt 2011 trodde man att all högenergetisk strålning (från MeV och uppåt) bildades i den första pulsen. Observationer med Fermi har dock visat att strålning i GeV-området kan skapas även i förloppets senare fas.
Såväl fenomenets ursprung som de mekanismer som framkallar blixtarna och efterglöden ägnas numera stort intresse av åtskilliga internationellt sammansatta forskargrupper, där även svenska forskare från AlbaNova ingår. GRB 130427A har dock gett forskarna ännu mer observerat spektralt och tidsmässigt uppträdande att fundera över. Det visar sig svårt för de existerande modellerna att samtidigt förklara strålningens alla egenskaper ens under de första få sekunderna. Högenergetiska fotoner fortsatte komma i nästan ett dygn. En foton på 32 GeV kom nio timmar efter att gammablixten upptäckts. Detta är inte möjligt att förklara med de teorier som finns för, hur jetstrålen samverkar med omkringliggande materia. GRB 130427A var dock så extrem att det nu för första gången kan bli möjligt att fastställa detaljer som behövs för att ta fram nya modeller.